# BloodRayne (film)
BloodRayne – film z 2006 roku, oparty na popularnej grze komputerowej firmy Majesco (wydanej przez Terminal Reality) pod tym samym tytułem. Reżyserem jest Uwe Boll, a główne role zagrali Kristanna Løken i Matthew Davis.
Jest to trzeci film Uwego Bolla oparty na grze komputerowej; wcześniej nakręcił on Dom śmierci (House of the Dead) oraz Alone in the Dark: Wyspę cienia (Alone in the Dark). Podobnie jak one, BloodRayne nie przyniósł żadnych zysków finansowych ani pozytywnych opinii, za to – jeszcze zanim trafił do kin – wywołał burzę wśród miłośników gier komputerowych.
Pomimo kompletnej klapy, w komentarzach dołączonych do wydania DVD Boll i Løken stwierdzili, że są zainteresowani stworzeniem sequelu. Powstanie takowego zostało zapowiedziane jeszcze w tym samym roku. W BloodRayne 2: Uwolnienie (jak nazwana została kontynuacja) w roli Rayne Løken zastąpiła ostatecznie Natassia Malthe.

## Fabuła
Jedną z niewielu rzeczy wspólnych dla filmu i gry jest postać Rayne – seksownej pół-kobiety pół-wampirzycy. Po ucieczce z obwoźnego cyrku i zamordowaniu osób, które od zawsze się nad nią znęcały, przygarnięta zostaje i wychowana przez członków organizacji Brimstone, zajmującej się eliminowaniem wszelkiego istniejącego zła. Rayne pragnie odnaleźć Kagana – króla wampirów odpowiedzialnego za śmierć jej matki, będącego jednocześnie jej ojcem.
Film jest nieautoryzowaną przez twórców gry opowieścią o początkach i pochodzeniu Rayne.

## Przyjęcie filmu
Film trafił do amerykańskich kin 6 stycznia 2006 roku w 985 kopiach. Pierwotnie trafić miał do 2500 kin, później liczna zmniejszyła się do 1600, aż ostatecznie stanęło na 985. Na otwarciu zarobił jedynie 1,55 miliona dolarów, otrzymał też bardzo niskie recenzje krytyków oraz internautów (serwis RottenTomatoes ostatecznie na swoim liczniku przyznał mu 5%, internauci na IMDb wystawili ocenę 2.5/10). W czerwcu 2006 roku zyski z całego świata wynosiły zaledwie 3,59 miliona dolarów; budżet filmu, bez promocji i reklam, wynosił około dwudziestu pięciu milionów. Film został skrytykowany m.in. za nieciekawą historię i zatrudnienie do niektórych scen prostytutek zamiast aktorek – pozwoliło to zaoszczędzić trochę pieniędzy, ponieważ każdej z pań zapłacono za występ jedynie 150 euro. Fanom gry nie spodobało się praktycznie wszystko, najbardziej zaś zatracenie klimatu komputerowego pierwowzoru oraz fatalną obsada, z Kristanną Løken na czele.

## Obsada
- Kristanna Løken – Rayne
- Matthew Davis – Sebastian
- Ben Kingsley – Kagan
- Michael Madsen – Vladimir
- Michelle Rodriguez – Katarin
- Will Sanderson – Domastir
- Billy Zane – Elrich
- Meat Loaf – Leonid
- Bryan C. Knight – Thadius
- Michael Paré – Iancu
- Mike Dopud – Gregor
- Udo Kier – mnich
- Adrienne McQueen – żołnierz
- Geraldine Chaplin – wróżbitka
- Darren Shahlavi – ksiądz
- Chris Torres – pracownik Brimstone Society

## Daty premier
- USA – 6 stycznia 2006
- Rosja – 16 lutego 2006
- Zjednoczone Emiraty Arabskie – 15 marca 2006
- Kanada – 7 kwietnia 2006
- Kuwejt – 12 kwietnia 2006
- Japonia – 29 kwietnia 2006
- Grecja – 15 czerwca 2006
- Liban – 15 czerwca 2006
- Węgry – 27 czerwca 2006
- Polska − 14 września 2006

Dystrybutorem filmu na Polskę – jak w przypadku poprzednich produkcji Bolla – jest firma Monolith. Film trafił bezpośrednio na nośniki DVD, nie zawiera jednak żadnych konkretnych dodatków, np. o jego powstawaniu (znalazło się miejsce jedynie na zwiastuny). Do wypożyczalni film trafił 14 września 2006, do sklepów – 11 października.